# Cirque de Saint-Même
Le cirque de Saint-Même est un cirque naturel situé à l'extrémité est du massif de la Chartreuse dans les départements français de la Savoie (au nord) et de l'Isère (au sud), départements séparés par le Guiers Vif, rivière traversant le cirque.
Situé à 900 mètres d'altitude sur les communes de Saint-Pierre-d'Entremont de Savoie et d'Isère, le cirque fait en outre partie de la réserve naturelle nationale des Hauts de Chartreuse.

## Hydrogéologie

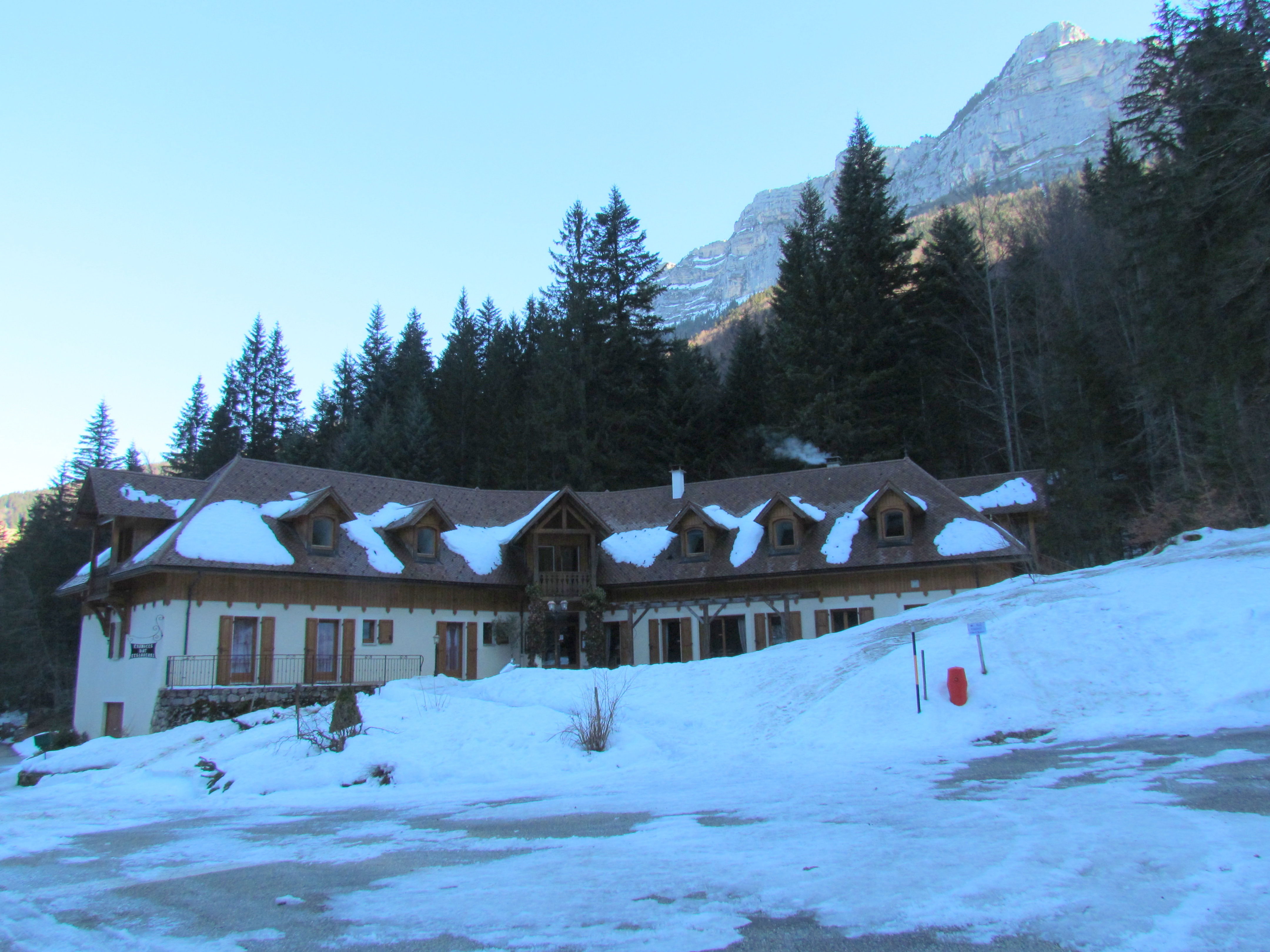
Chalet du cirque de Saint-Même.

Le cirque de Saint-Même est caractérisé par des couches importantes de roches urgoniennes, où se forment quatre cascades (de haut en bas : cascade des Sources, Grande cascade, cascade Isolée, Pisse du Guiers) dominées par des falaises calcaires de 500 mètres de hauteur. Les eaux proviennent de sources souterraines du Guiers Vif, frontière historique entre le Dauphiné et le royaume de Savoie, et actuellement limite entre les deux départements de la Savoie et de l'Isère.

### Spéléologie

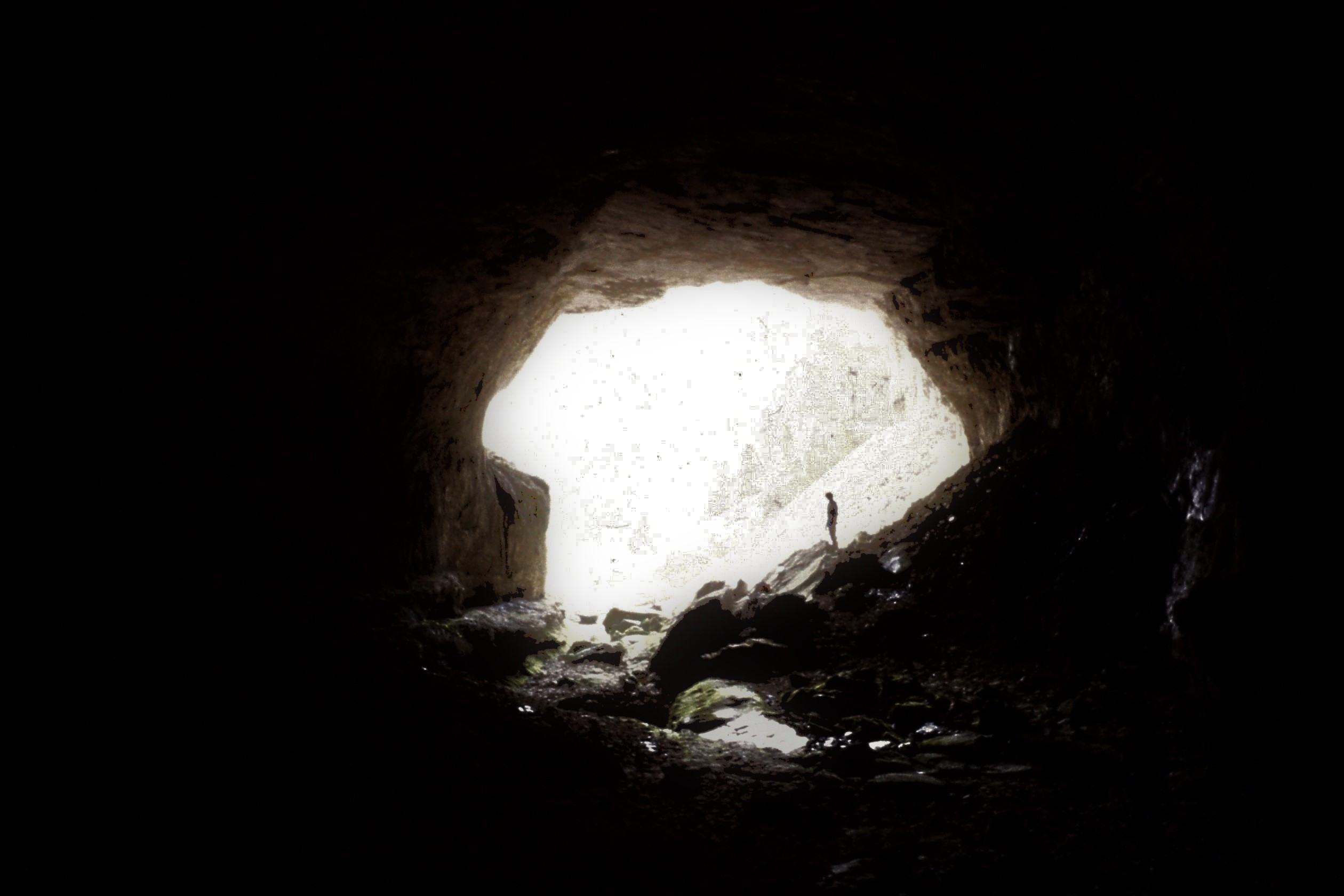
Entrée de la grotte du Guiers Vif.

Deux grottes importantes sont présentes dans le cirque. La grotte du Guiers Vif, sortie aval du réseau de Malissard, et la grotte du Mort-Rû située plus au nord à 1 130 m d'altitude. Cette dernière a un développement de 8 000 m pour un dénivelé de 331 m. Une entrée supérieure a été ouverte par les spéléologues, la grotte des Masques, permettant une traversée de 252 m de dénivellation pour 690 m de développement.

### Cascades
Il y a quatre cascades distinctes.

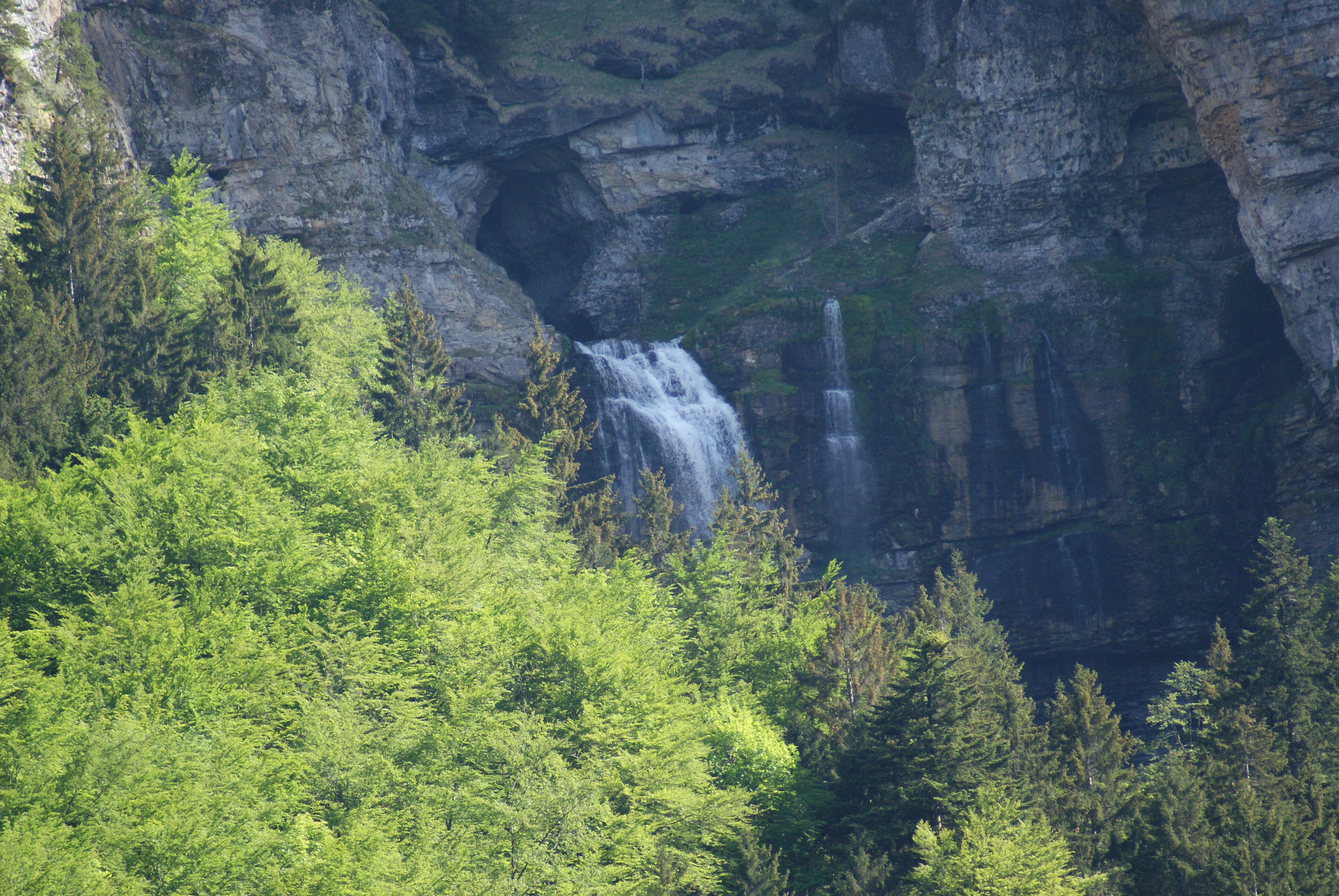
Cascade des sources (résurgence du Guiers).
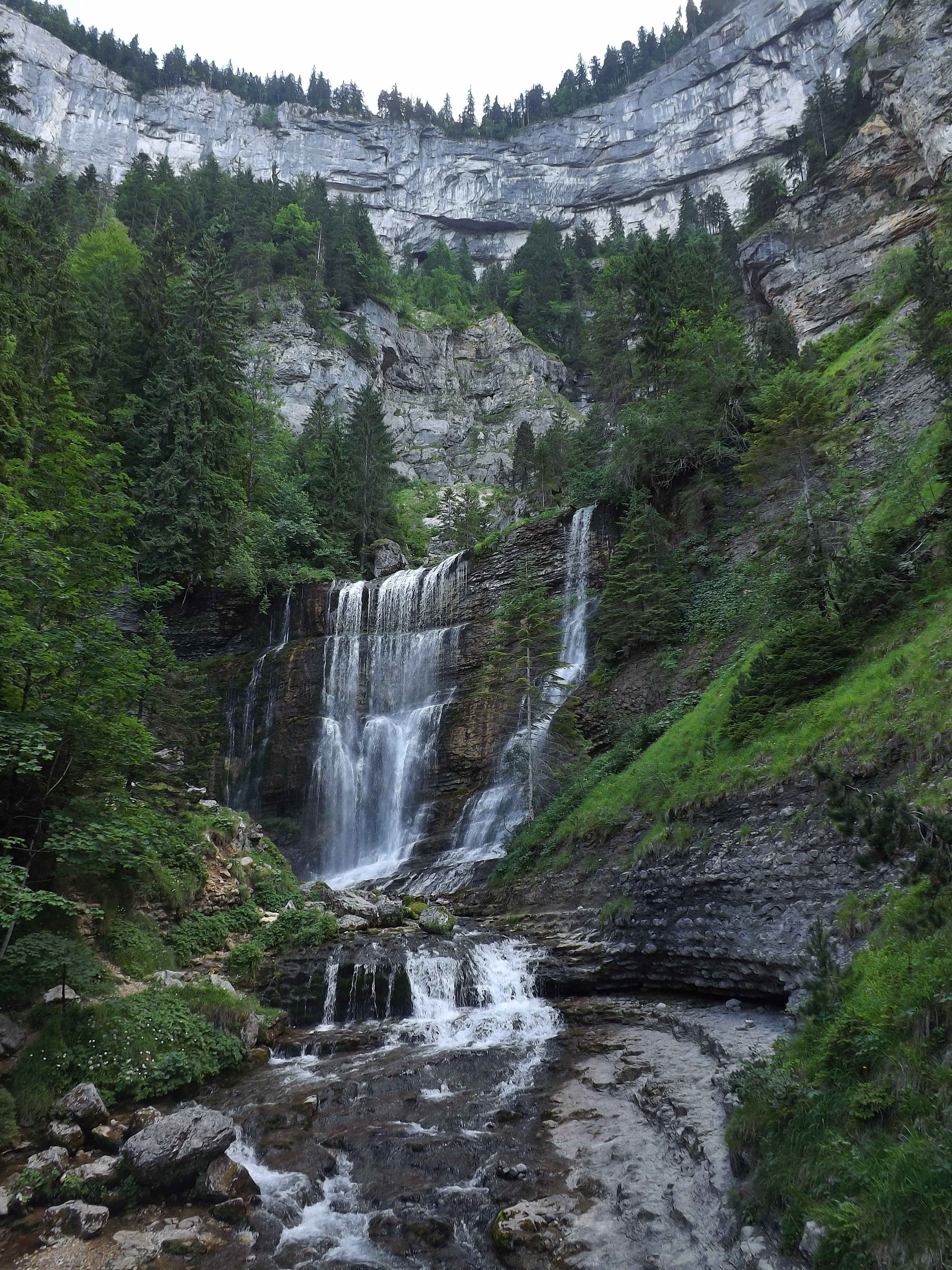
Grande Cascade.
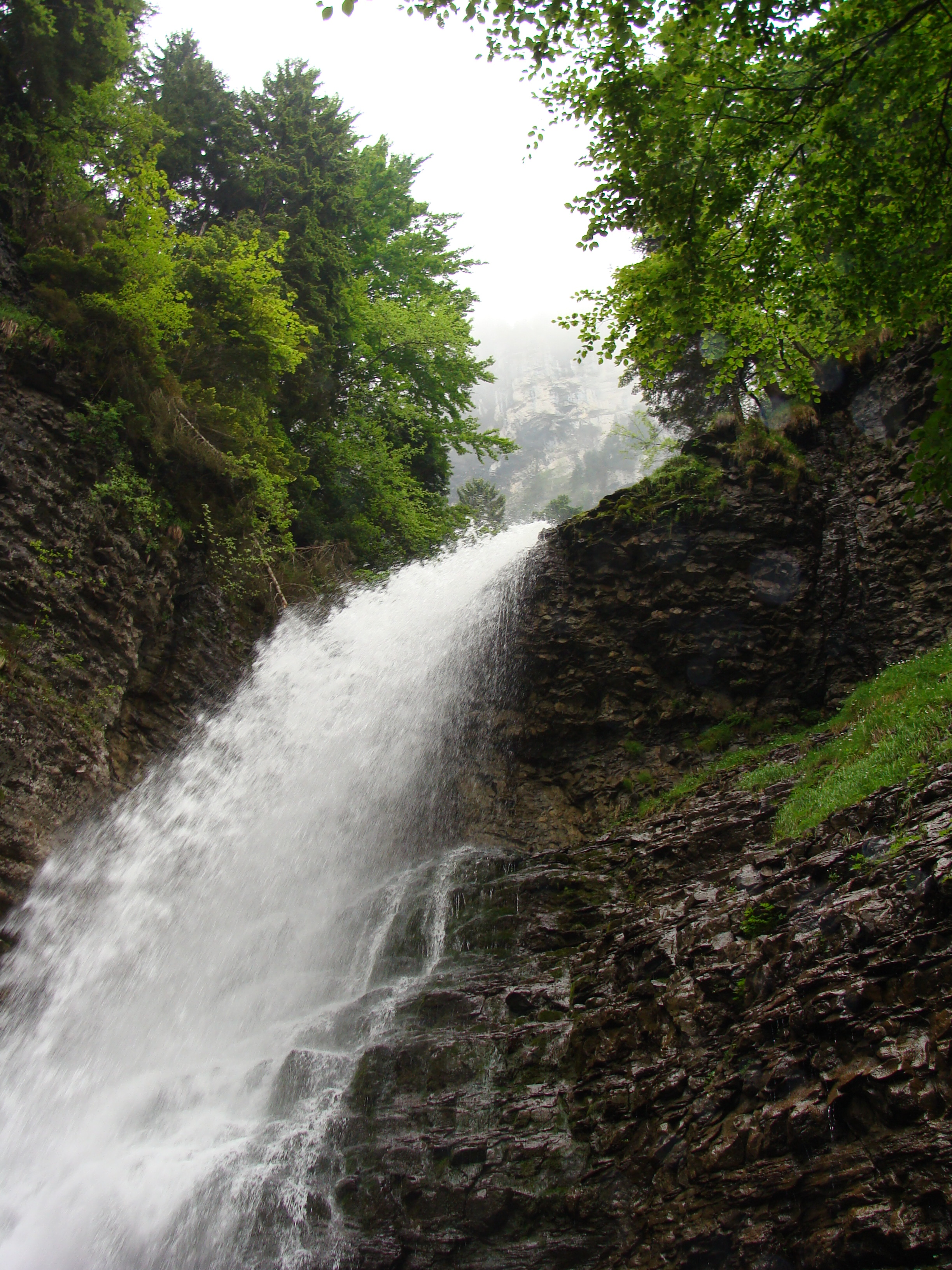
Cascade Isolée.
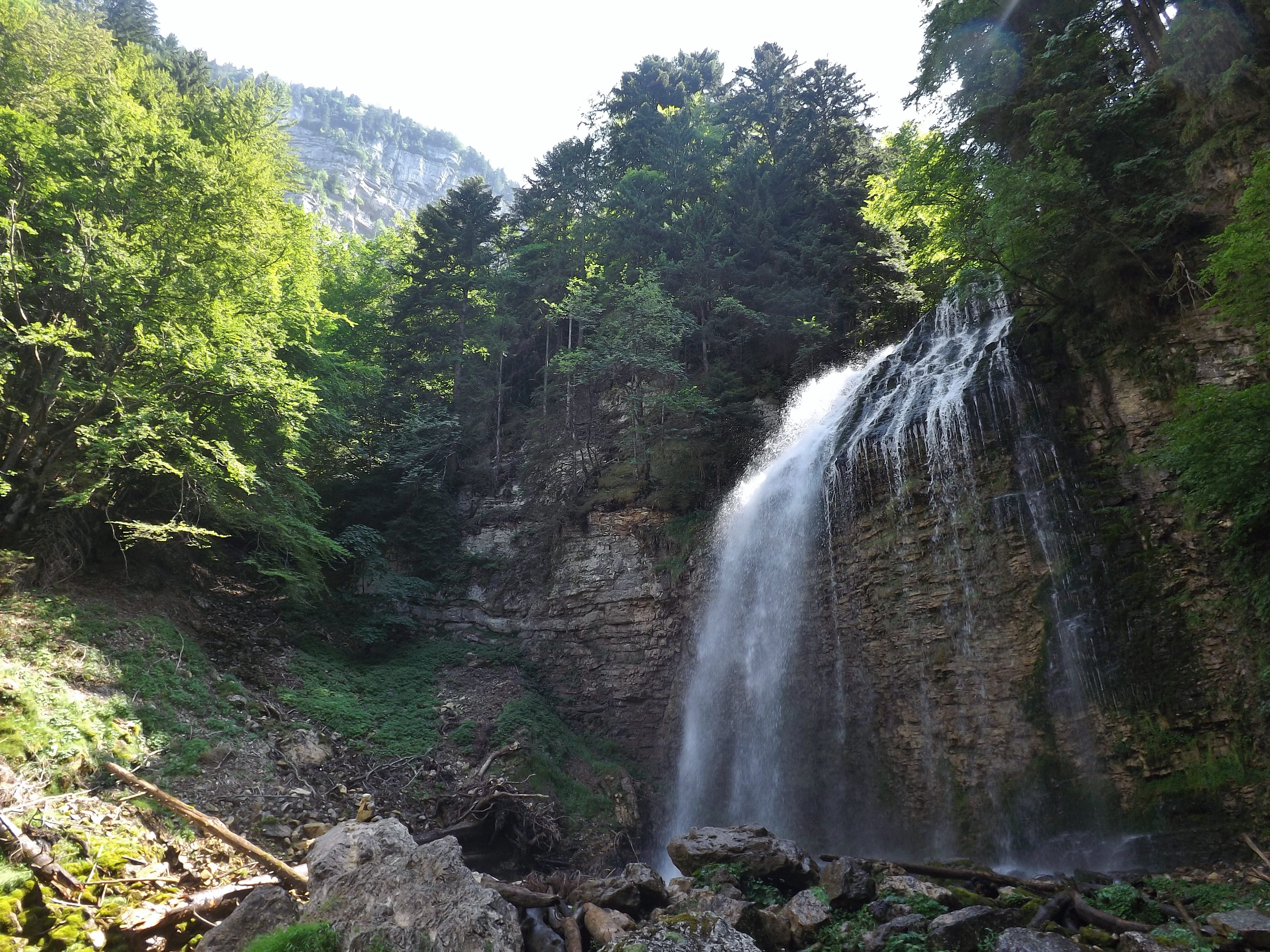
Pisse du Guiers.

## Faune
On peut observer le long du Guiers Vif le cincle plongeur.